# Brawl Stars
Brawl Stars – gra na urządzenia mobilne należąca do gatunku multiplayer online battle arena, wyprodukowana i wydana przez Supercell. 14 czerwca 2017 roku zapowiedziano premierę gry podczas transmisji na żywo na YouTubie. Grę wydano 12 grudnia 2018 na platformach Android oraz iOS. Według informacji z 2019 roku grę pobrano ponad 100 mln razy.
Na projekt gry miały wpływ gry wieloosobowe, takie jak Overwatch i League of Legends. Zespół chciał stworzyć grę zaprojektowaną z myślą o urządzeniach mobilnych.

## Rozgrywka
Brawl Stars jest grą przeznaczoną głównie do rozgrywek wieloosobowych. Możliwa jest jednak gra z botami, w której nie zdobywa się „pucharów”, otrzymywanych po wygranej rundzie. Dostępnych jest wiele trybów gry, zwykle polegających na drużynowej lub indywidualnej walce z innymi graczami (player versus player). Gracze kolekcjonują w niej postacie, tzw. zadymiarzy (ang. brawlers), w które wcielają się podczas rozgrywki. Udostępniono kilkadziesiąt postaci należących do kilku kategorii. Kolejne z nich można odblokować dzięki zdobywaniu kredytów. W grze istnieje kilka rodzajów wirtualnych walut, które umożliwiają zakup różnych dodatków zmieniających cechy i wygląd bohaterów. Możliwe jest też kupowanie wirtualnych zasobów do gry za prawdziwe pieniądze. W grze udostępniono też przepustkę sezonową, zwaną karnetem zadymiarskim (ang. Brawl Pass). Zawiera ona płatną i darmową ścieżkę rozwoju, w której można zdobyć monety, klejnoty, skrzynki, a w płatnej wersji również postacie i skórki. Początkowo płatny karnet można było odblokować dzięki klejnotom, jednak po aktualizacji w styczniu 2024 stał się dostępny wyłącznie za opłatą.

## Odbiór
Gra spotkała się z mieszanymi reakcjami recenzentów, uzyskując w wersji na iOS według agregatora Metacritic średnią z 5 ocen wynoszącą 72/100. Produkcja otrzymała nominację dla najlepszej gry mobilnej podczas gali British Academy Games Awards w 2019. W tym samym roku znalazła się też na liście najlepszych aplikacji sklepu Play.
W czerwcu 2019 podano informację, że gra została pobrana ponad 100 mln razy. W 2020 roku poinformowano, że przychód z gry wyniósł ponad miliard dolarów.